# Lignières (Loir-et-Cher)
Lignières település Franciaországban, Loir-et-Cher megyében. Lakosainak száma 409 fő (2022. január 1.). Lignières La Chapelle-Enchérie, Fréteval, Pezou, Renay, Vievy-le-Rayé és Oucques La Nouvelle községekkel határos.

## Népesség
A település népességének változása:
| Lakosok száma | 335  | 294  | 315  | 397  | 411  | 389  | 380  | 392  | 398  | 409  |
|               | 1968 | 1982 | 1990 | 2006 | 2013 | 2015 | 2017 | 2019 | 2020 | 2022 |